# Мбуна

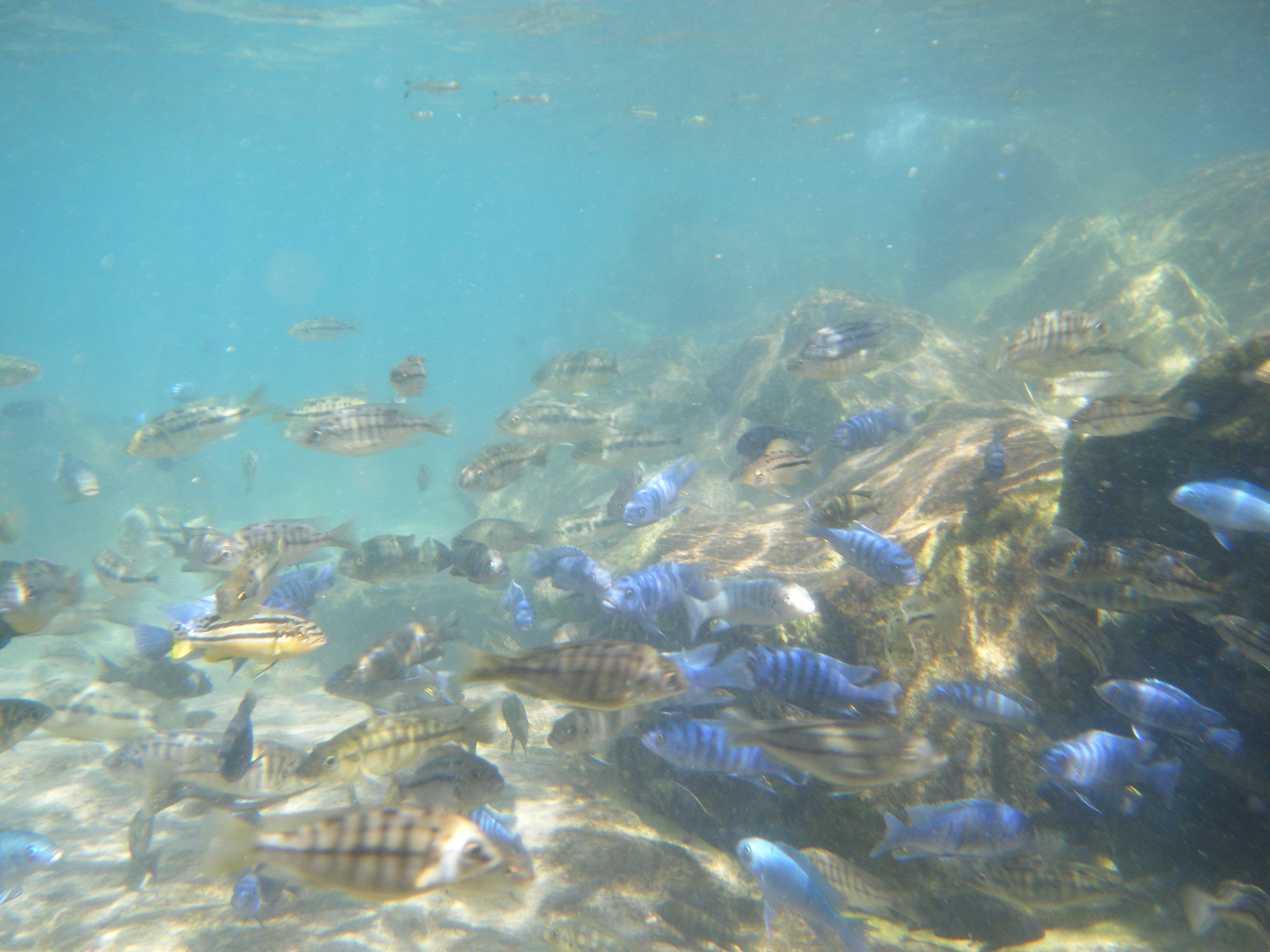
Цихліди озера Малаві в готелі Mitande на південній стороні острова Thumbi West

Мбуна (вимовляється Бу-Нух (boo-nuh)) — загальна назва для великої групи африканських цихлід Хаплохромів (триба Haplochromini) з озера Малаві. Назва Мбуна означає «морський окунь» мовою Тонга народу Малаві. Як випливає з назви, більшість Мбуна — це цихліди, які живуть серед купи каміння і вздовж скелястих берегів озера Малаві, на відміну від Утака та інших цихлід-«хапсів» (Haplochromis, хаплохромів), які живуть у відкритій воді або на піщаних берегах або м'якому субстраті. Деякі види Мбуна мають добре виражений статевий диморфізм, хоча багато й не мають. Серед біологів, вважається, що всі види цихлід озера Малаві, у тому числі й Мбуна і не-Мбуна такі як Утака, походять від одного або дуже небагатьох видів, які були ізольовані один від одного в періоди зниження рівня води, що формували три Великих озера Розломів (Great rift lakes) на безліч дрібних озер. В ізоляції вони пристосувалися до їх безпосереднього оточення. З часом рівень води відновився, і ці нові види в почали адаптовуватись до нових умов і нової конкуренції. Введення цих, тепер вузькоспеціалізованих видів з іншими, створили багато дивних пристосувань і унікальну поведінку цих одних із найнезвичніших прісноводних риб у світі. Їх разючі кольори, інтригуючі поведінкові характеристики, і відносна зимостійкість роблять їх дуже популярними, незважаючи на їх унікальні вимоги до акваріумістів.

## Мбуна в акваріумі

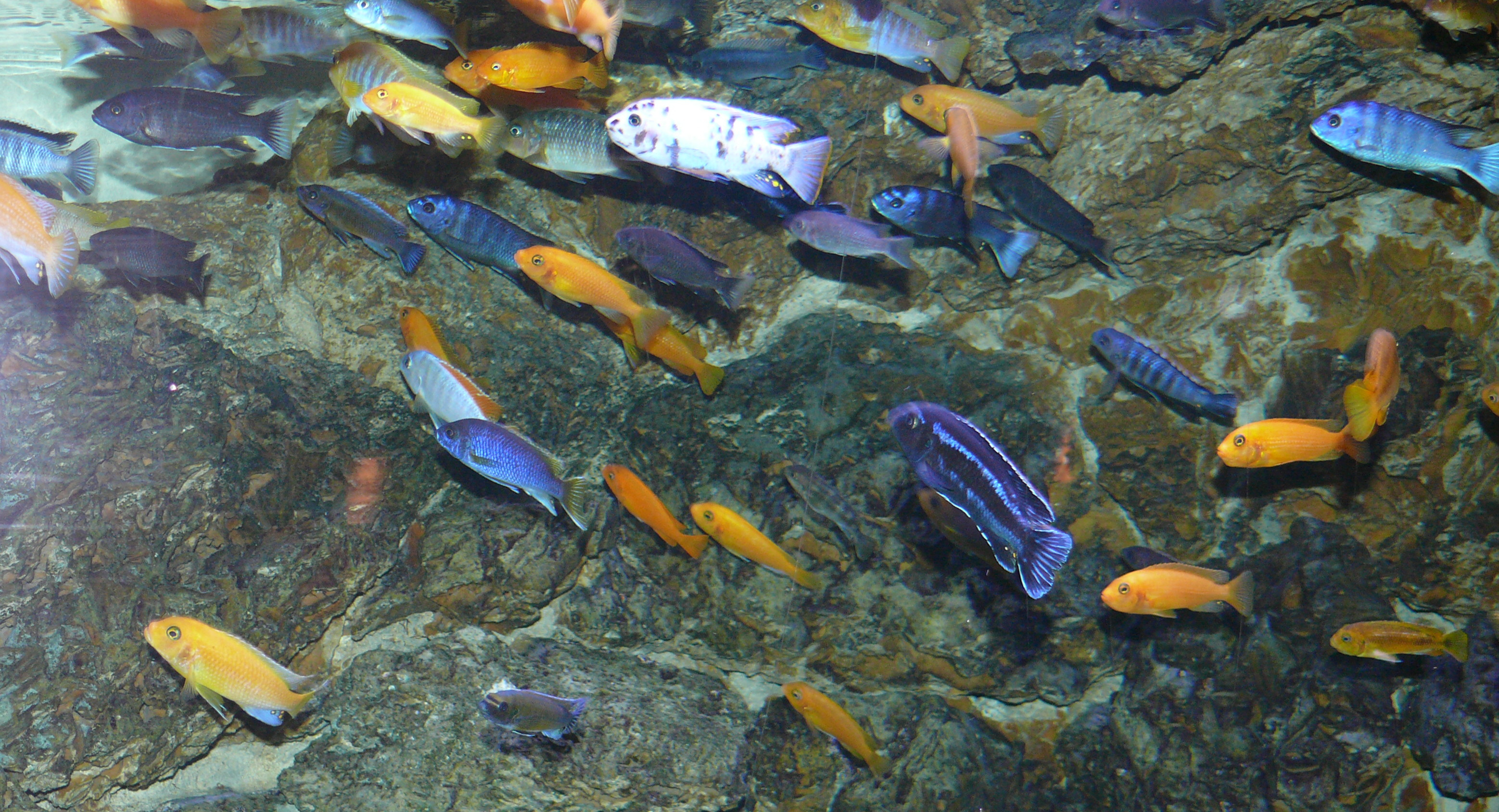

Ці цихліди є одними з найяскравіших прісноводних риб для домашнього акваріума. Цихліди Мбуна дуже агресивні і територіальні риби, вони не підходять для початківців-рибоводів. Точніше, утримувати Мбуну може навіть початківець, але з деякими обмеженнями й застереженнями. Відповідна установка акваріума включає в себе багато скель, печери і укриття, адекватну фільтрацію; рослини можуть бути вирвані з коренем, тому їх краще уникати, але невелика кількість буде добре рости в акваріумі (гігантська валіснерія, анубіаси, роголисник, ява-папороть).

## Субстрат
Пісок або дрібний гравій є ідеальним субстратом. Аматори хочуть змішати все в якійсь, так званий, «туфу рок» для буферизації рН. Тим не менше, підійде вапняк, місячне каміння (Holey rock), арагоніт, подрібнений корал і мішаний субстрат. Взагалі, для зрілої Мбуни потрібні акваріуми не менше 120 см у довжину; 110 літрові акваріуми підійдуть для молоді риб, але потрібно буде акваріум збільшувати із ростом риб, так як риби стають більш агресивними і територіальними (це станеться всього за кілька тижнів або місяців). В ідеалі, слід розглядати акваріум об'ємом не менше, аніж 200 літрів для однієї сім'ї Мбуни.

## Живлення
У дикій природі цихліди Мбуна, в основному, всеїдні; їх раціон складається з личинок комах і поверхневих водоростей, в яких живе багато дрібних ракоподібних.

## Декорації

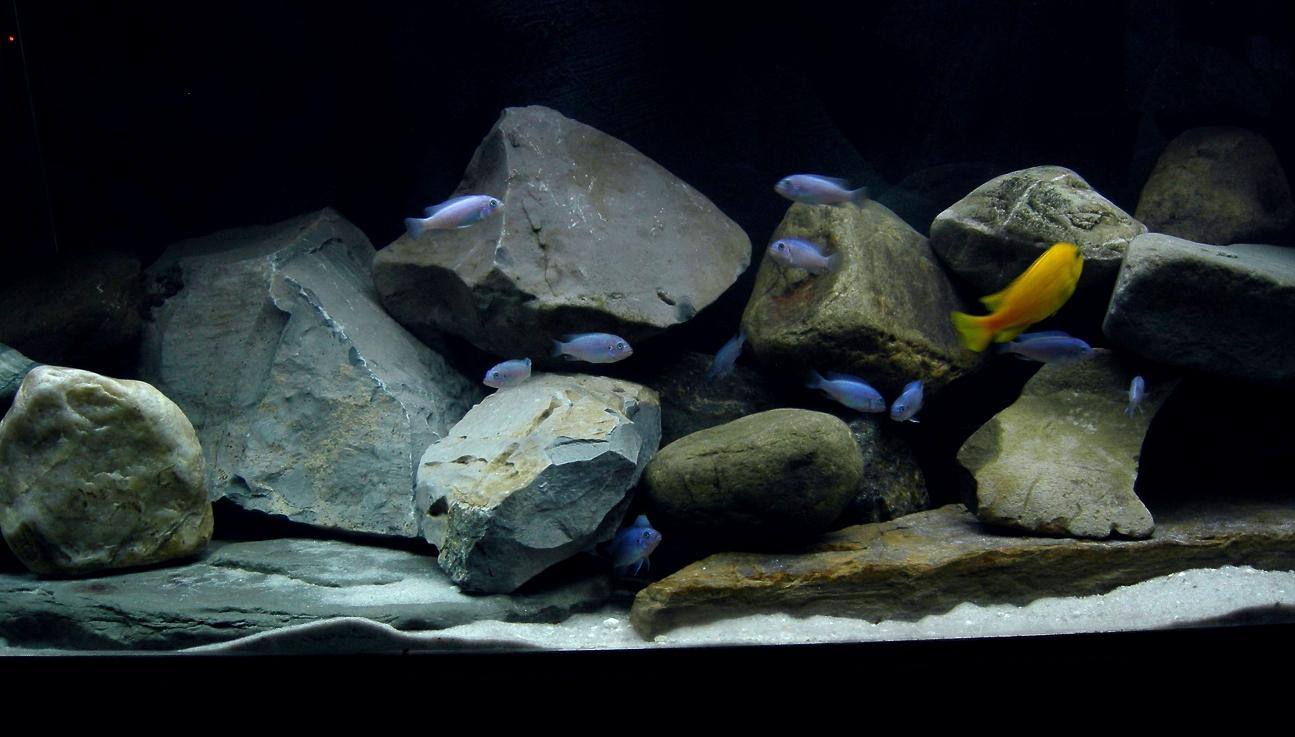
Приклад оформлення акваріума для Мбуни

Як і будь-який інший, акваріум для африканський цихлид може бути оформлений за смаком акваріуміста. В акваріумі для Мбуни бажано спроектувати численні печери або укриття. Ці печери легко створюються за допомогою схожого на природне каміння, або штучних засобів. Досить популярним варіантом є використання недорогих квіткових горщиків або збірних елементів з місцевого зоомагазину. У квітковому глиняному горщику відповідного розміру можна зробити отвір, щоб при заглибленні горщика в субстрат утворилась печерка. Рекомендується, краї отвору відшліфувати, щоб уникнути пошкодження жителів акваріума, а Мбуна, як правило, несидючі. Інший, менш поширений варіант, через більшу вартість — це тривимірний фон. Ці декорації можуть бути надзвичайно дорогим, хоча деякі акваріумісти будують фони самостійно з підручних чи покупних матеріалів.

## Параметри води
Усі види з оз. Малаві добре себе почувають при температурі 25-28 °C. pH 7,5-8,4 є ідеальним з майже нульовим (0 ppm) рівнем амонію й нітриту аміаку. Рівень нітрату амонію слід контролювати й підмінами води утримувати в необхідних межах. У зв'язку з високою мінералізацією оз. Малаві, багато акваріумістів додають у воду специфічні солі й мінеральні добавки. Розчинені мінерали — це, переважно, натрій, кальцій, магній і калій. Значення dGH більше 10 є гарною відправною точкою (помірна твердість води). Значення dKH не так важливе для самопочуття цихлід оз. Малаві, але воно може допомогти утримати значення pH стабільним, навіть якщо щось піде не так (перенасичення вуглекислим газом або перегодовування). dKH на рівні 8-10 буде гарним вибором.

## Фільтрація
Через величезну звичку Мбуна рити землю і рекомендації використовувати пісок чи коралову крихту не бажано використовувати донний фільтр. Рекомендується високопотужний навісний або каністровий фільтр великого об'єму. Почати можна з фільтру продуктивністю 2-3 об'єми за годину, але, наприклад, на 200-літрового акваріума, щоб адекватно профільтрувати воду, буде добре встановити два фільтра продуктивністю по 1500 л/год (15 об'ємів за годину). У більш просунутому випадку (300 літрів і більше) САМП, можливо, буде більш ефективним методом фільтрації. Цих цихлід потрібно утримувати в акваріумі з відмінною фільтрацією, ообливо це стосується «перенаселених» акваріумів. Маленькі циркуляційні помпи слід використовувати для створення додаткових течій, щоб уникнути застійних зон, де зміг би бруд збиратись і псувати воду. Щотижнева заміна 50 % об'єму води на свіжу буде дуже доречною.

## Соціальна поведінка

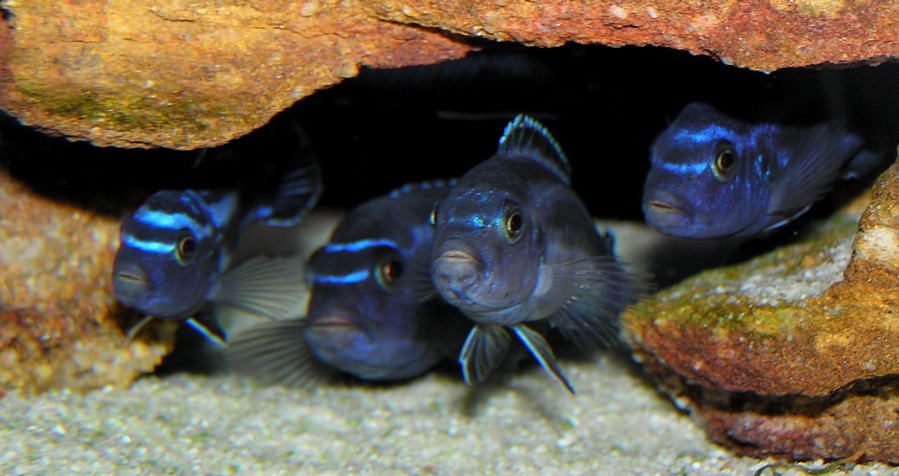
Melanochromis cyaneorhabdos, показана типова поведінка для Мбуни.

Мбуна проявляє сильну соціальну поведінку й встановлює добре видиму чітку ієрархію, в тому числі з добре визначеною територією. Домінантний самець підтримує сферичну територію, лише дозволяючи самицям вхід на цю територію для розмноження. Перенаселення дозволяє роззосередити агресію, викликану територіальними конфліктами. Надлишкове скупчення може зламати ці бар'єри й створити середовище, в якому ніяка конкретна особина не буде притискатися іншими до смертельних випадків. Для більшості видів, найкраще утримувати у співвідношенні 1 самець і 3-5 самиць. Це дозволить вагітним самицям спокійно переховуватись поки увага самця розподіляється на інших самиць гарему.

## Цихліди групи Мбуна

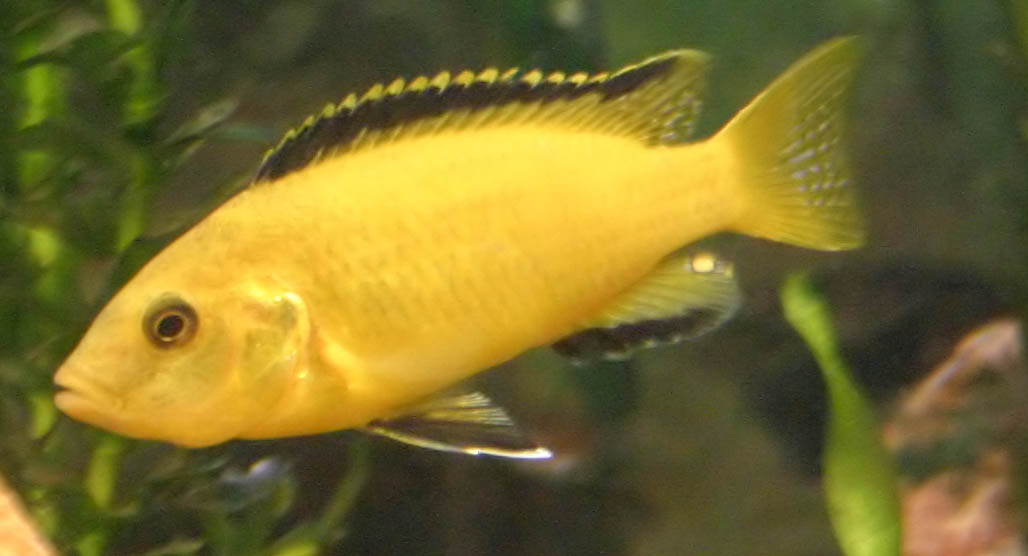
жовта цихліда, Labidochromis caeruleus.

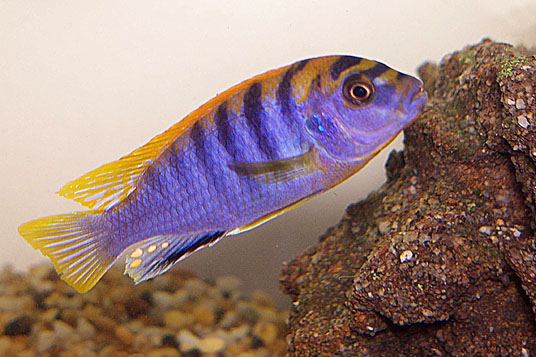
Labidochromis sp. Hongi

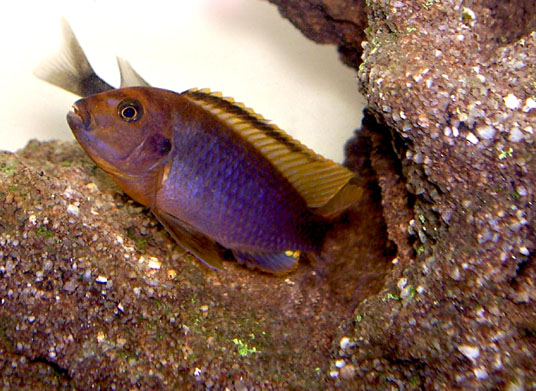
Iodotropheus sprengerae

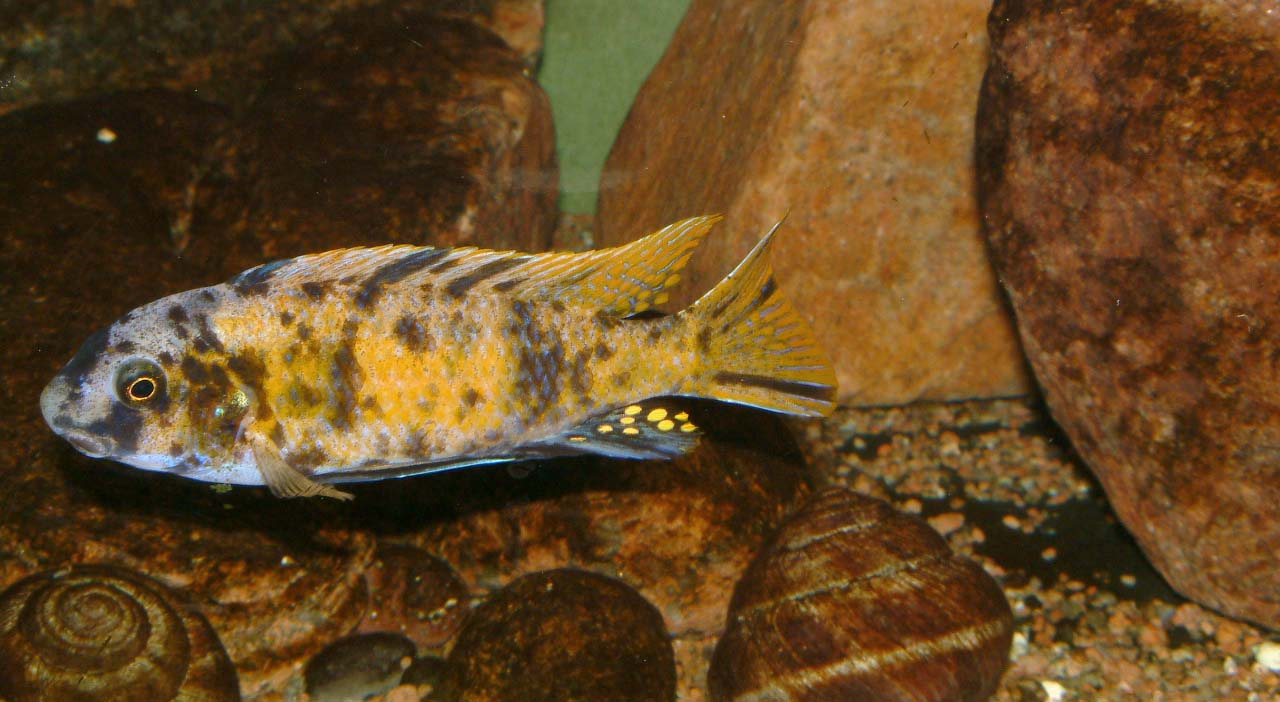
Labeotropheus fuelleborni

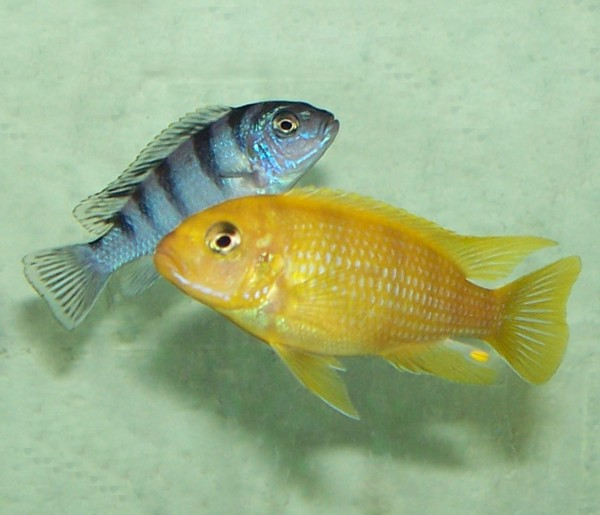
Maylandia lombardoi, ломбардо

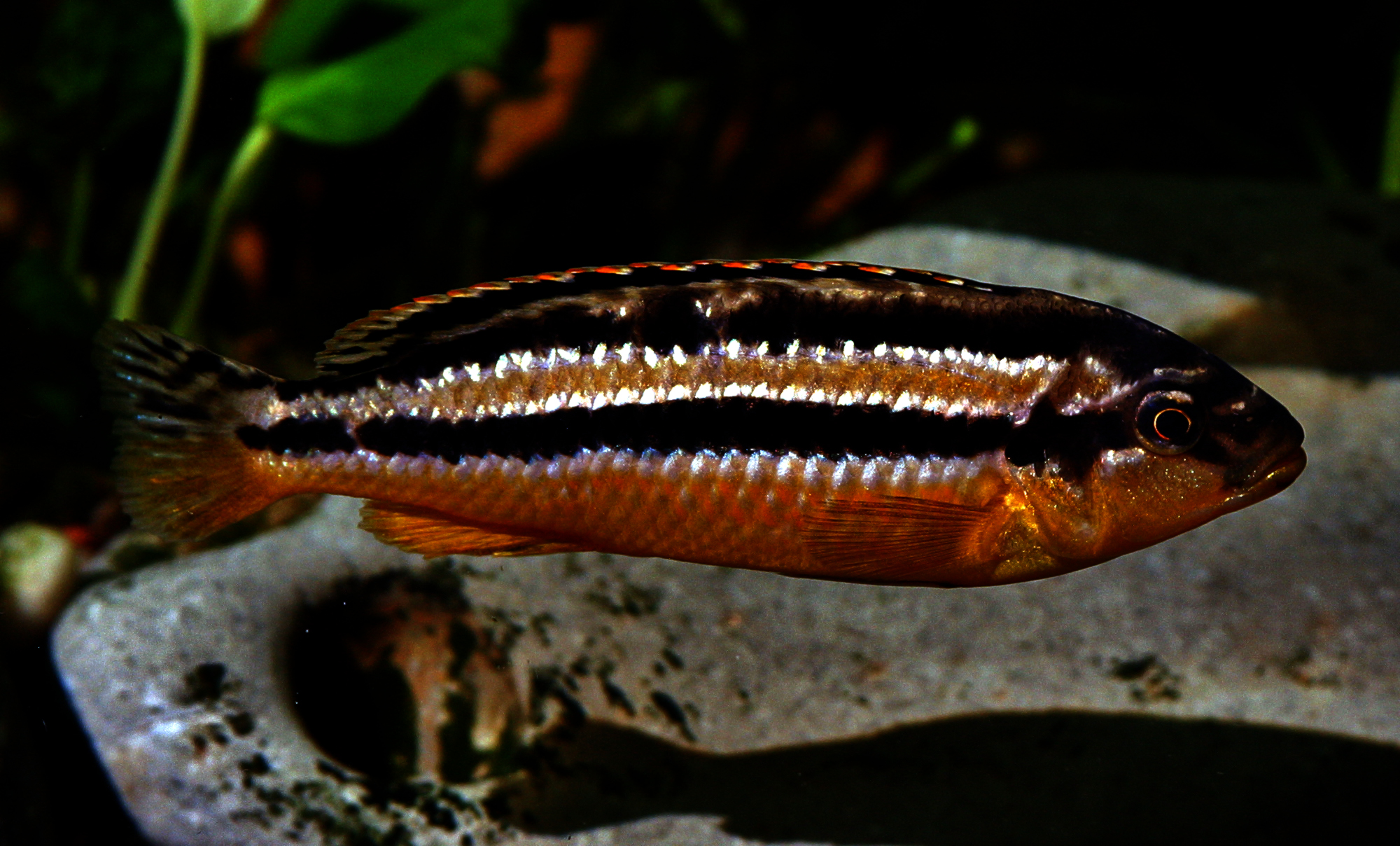
Самиця M. auratus або золота цихліда

Більшість цихлід Мбуна регулярно є в продажі. Одними з найбільш популярними є
- Pseudotropheus crabro — «цихліда-хамелеон», «джміль» (Bumblebee) або «шершень» (Hornet);
- Melanochromis auratus — «ауратус», «золота цихліда» (Golden Cichlid);
- Labidochromis caeruleus — «йєлов», «жовта цихліда» (Electric Yellow або Yellow Lab);
- Maylandia estherae — «червона зебра» (Red zebra);
- Maylandia callainos — «синя зебра» (Blue Zebra);
- Melanochromis cyaneorhabdos — «синій йохані» (Blue Johannii).

Багато з цих видів, вважається, мають значні потреби в території й будуть активно її захищати, що робить види досить складними в утриманні для початківців.
- Abactochromis Oliver & Arnegard 2010
- Cyathochromis Trewavas 1935
- Cynotilapia Regan 1922
- Genyochromis Trewavas 1935
- Gephyrochromis Boulenger 1901
- Iodotropheus Oliver & Loiselle 1972
- Labeotropheus Ahl 1926
- Labidochromis Trewavas 1935
- Maylandia Meyer & Foerster 1984. (syn. Metriaclima Stauffer, Bowers, Kellogg, & McKaye 1997[1])
- Melanochromis Trewavas 1935
- Petrotilapia Trewavas 1935
- Pseudotropheus Regan 1922
- Tropheops Trewavas 1984